# Jacques Perrault
Jacques Perrault, dit Perrault l’aîné, (2 juin 1718 - 20 mars 1775) était négociant, marchant, fils aîné de François Perrault et de Suzanne Pagé, dit Carcy.

## Biographie
Il est né à Québec et épousa Charlotte, fille de Pierre Boucher de Boucherville, le 20 octobre 1749 à Québec. Jacques Perrault et presque tous les membres de sa famille s’occupaient de commerce. Le père, François Perrault, s’était établi à Québec comme marchand vers 1714 et tous ses fils, à l’exception de Joseph-François, œuvrèrent dans le monde des affaires.
À sa naissance, Jacques Perrault ne jouissait pas d’un statut social élevé, mais par son travail, il put acquérir la richesse et avec ses nombreuses relations qui contribuèrent à son ascension. Il reçut une solide formation académique et il fut aidé par son père, qui l’associa en 1740 au bail à ferme du poste de la rivière Nontagamion (Nétagamiou), sur la côte du Labrador. Il devint un intermédiaire de confiance, élargit le cercle de ses relations d’affaires et porta ses opérations commerciales à un niveau remarquable, traitant avec les plus grands personnages français puis britanniques du Canada entre 1750 et 1775. James Murray acheta une maison de lui en 1764. Il s’occupa de la traite des fourrures et de la pêche, et tint un magasin général où il écoulait les marchandises qu’il importait de France et des Antilles. Il acheta des terres et des emplacements, se fit construire des bateaux, prêta de l’argent, et s, impliqua dans le lucratif commerce de l’eau-de-vie. La diversité de ces fonds créa plusieurs possibilités de profit pour lui et sa famille.
Jacques Perrault a souffert de la guerre de Sept Ans et du siège de Québec où son commerce fut suspendu, sa maison détruite, et il dut se réfugier à Trois-Rivières avec sa famille. Au lendemain de la défaite militaire, Perrault, qui était greffier de la Maréchaussée et marguillier de la fabrique de Notre-Dame depuis 1758, hésita sur le parti à prendre. Il décida finalement de rester au Canada, car la vie s’annonçait plus aisée dans une colonie dirigée par les Anglais que dans une métropole ruinée et embarrassée par les revenants.